# Бенаттиа, Набилла
Набилла Леона Бенаттиа (англ.: Nabilla Leona Benattia, араб.: نبيلة بن عطية), более известная как Набилла Вергара (Nabilla Vergara) (род. 5 февраля 1992 года) — франко-швейцарская модель и участница реалити-шоу. Участвовала в L’Amour est aveugle (2009), Hollywood Girls (2012—2014), Les Anges (сериал) (2012—2013) и в своём собственном телешоу Allo Nabilla (2013—2014).
Стала известна во Франции благодаря своей фразе «non, mais allô quoi» на канале les Anges de la télé-réalité. Она впоследствии использовалась в рекламе IKEA и Carrefour — это привело к появлению пародийных видео, просмотренных миллионы раз на YouTube, включая пародию на фильм «Бункер». Она зарегистрировала эту фразу в качестве товарного знака в Национальном институте промышленной собственности (Франция).

## Карьера
Набилла впервые была принята на работу в модельное агентство, когда ей было 14 лет. Вскоре после этого она была избрана Мисс Женевского автосалона в 2011 году, где она работала на стенде Peugeot. В возрасте 17 лет она солгала о своем возрасте, чтобы принять участие в реалити-шоу TF1 «l’Amour est aveugle» (французская версия «Свидания в темноте»), где участники встречаются в полной темноте. После своего первого появления на телевидении она перенесла операцию по увеличению груди, которая, как она утверждала, должна была способствовать её карьере, позволив ей появляться в таких изданиях, как Maxim и Playboy. В 2012 году она появилась в четвёртом сезоне les Anges de la télé-réalité, снятом на Гавайях. На шоу она была в романтических отношениях с певцом Софианом. Он написал в честь неё песню Dingue de toi (Nabi…Nabilla), которая заняла 25-е место во французских музыкальных чартах.
В начале 2013 года она участвовала в пятом сезоне шоу во Флориде, по слухам, она заработала 25 000 евро. В четвёртом эпизоде, после спора с участником по поводу покупки шампуня, она произнесла фразу, которая сделала её знаменитой:

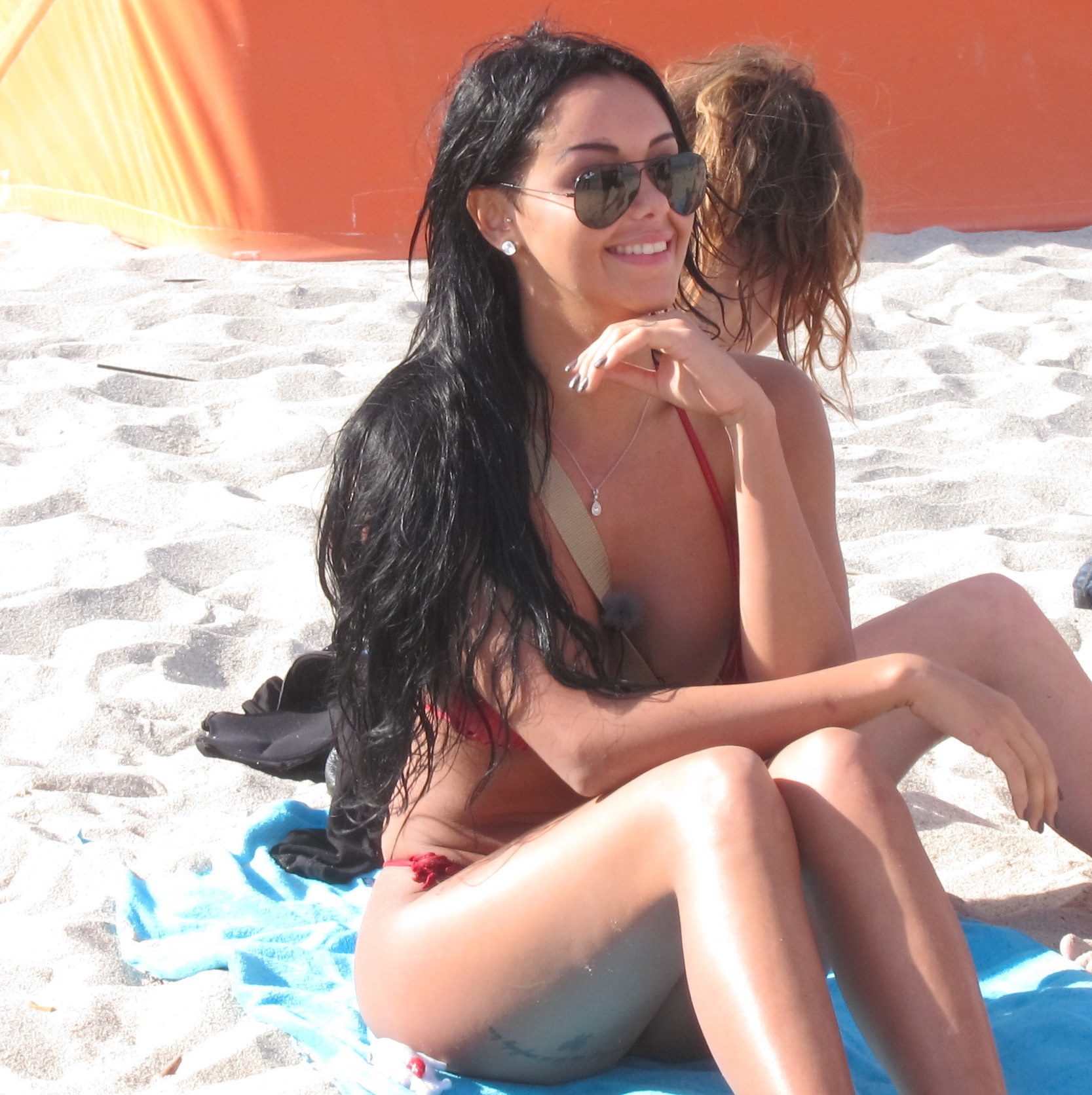
Набилла на пляже, январь 2013 года

«Euh, allô! non, mais allô, quoi. T’es une fille et t’as pas de shampooing? Allô. Allô! Je sais pas, moi, vous me recevez? T’es une fille, t’as pas de shampooing? C’est comme si je dis: t’es une fille, t’as pas de cheveux!» («Эй, алло! нет, но алло, что? — Ты девушка, а шампуня у тебя нет? Алло. Алло! Я не знаю, вы меня слышите? — Ты что, девочка, шампуня нет? Как будто я говорю: ты девочка, у тебя нет волос!»
Эти слова вызвали ажиотаж у СМИ и породили множество пародий в интернете. Создатели шоу зарегистрировали права собственности во французском реестре интеллектуальной собственности, при этом сама Набилла так же оформила патент на одну из своих фраз про шампунь.
В апреле 2013 года статья о ней во французской Википедии была удалена после дебатов, приведших к решению, что она не имеет энциклопедического значения. Это решение привлекло внимание средств массовой информации. Страница была перенаправлена на страницу Les Anges de la téléréalité, но в январе 2014 года она была восстановлена по решению пользователей.
12 ноября 2013 года на NRJ 12 началось её собственное телевизионное реалити-шоу «Allô Nabilla, ma famille en Californie» — съемочная группа следует за ней и её семьей в Лос-Анджелесе. Шоу получило неоднозначные отзывы, рейтинги были невысокими, но шоу в итоге продлили на три сезона. Её часто называют «французской Ким Кардашьян».
В сентябре 2014 года она стала комментатором популярного ток-шоу Франции Touche pas à mon poste !.
В апреле 2016 года она выпустила автобиографическую книгу «Trop vite» (англ. Too fast).
В июне 2018 года концептуальный художник Энди Пиччи представил работы, посвященные Набилле. Выставка в галерее Джозефа Сен — Мартена состояла из серии картин классических мастеров, в том числе Моны Лизы, на которые автор при помощи фотошопа наложил её черты.

## Личная жизнь
Набилла родилась в Амбийи (Франция) недалеко от границы со Швейцарией. Её отец — француз алжирского происхождения, мать — алжирка и швейцарская итальянка.
В июле 2009 года её арестовали за финансовое мошенничество с поддельными паспортами и банковскими переводами и приговорили к шести месяцам тюремного заключения. Жертвы не сразу осознали кражу, большинство из них были пожилыми людьми. По данным Министерства юстиции, было похищено около 200 000 швейцарских франков. Она была замечена камерой видеонаблюдения в отделении банка UBS в январе 2009 года и арестована в аэропорту Женевы в июле 2009 года с фальшивым удостоверением личности.

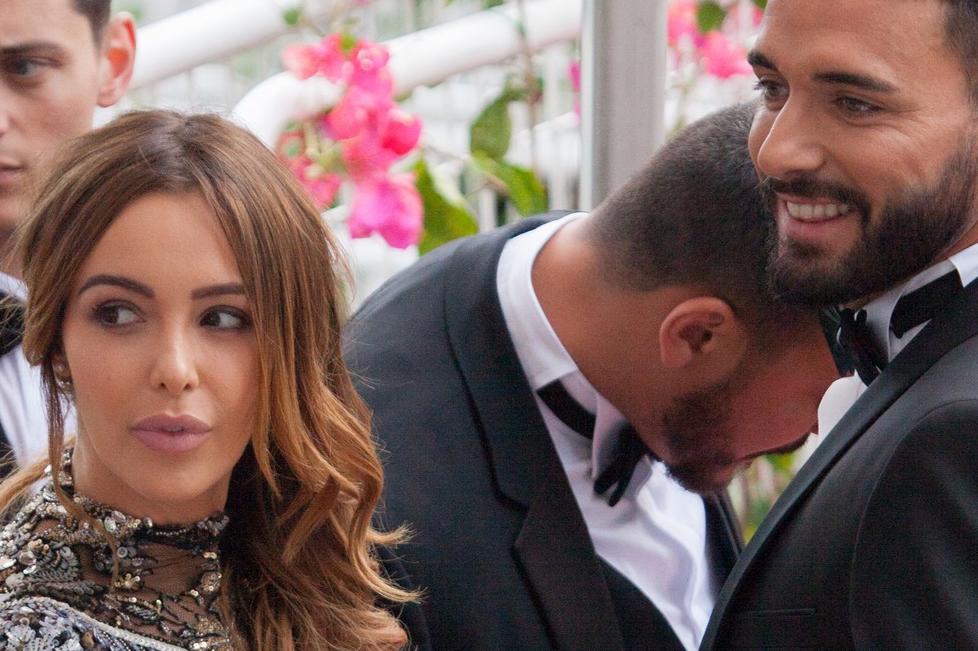
Набилла и Томас Вергара на Каннском кинофестивале 2018 года

Она состоит в отношениях с бывшим коллегой по шоу Томасом Вергарой с января 2013 года.
7 ноября 2014 года она была арестована и затем заключена под стражу на нескольких недель после того, как во время ссоры ранила ножом в грудь своего бойфренда, они помирились ещё до суда. Они поженились 1 мая 2019 года в Париже и 11 октября 2019 года у них родился сын Милан Вергара. Семья переехала в Дубай через несколько месяцев после рождения сына.

## Фильмография
| Год     | Название                                                    | Комментарий                              |
| ------- | ----------------------------------------------------------- | ---------------------------------------- |
| 2007    | Turn Me Up                                                  | музыкальный клип Willy Denzey            |
| 2008    | À la Vie Éternellement                                      | швейцарский фильм                        |
| 2011    | Свидания в темноте                                          | реалити-шоу, участница, 8 серий          |
| 2012    | Les Anges 4: Club Hawaï                                     | реалити-шоу, участница, 55 серий         |
| 2012    | Dingue de toi                                               | музыкальный клип Софиана                 |
| 2012    | Le Mag                                                      | французское ТВ шоу, репортёр             |
| 2012    | Celebration                                                 | музыкальный клип The Game                |
| 2012-14 | Hollywood Girls                                             | сериал, роль Набиллы Кляйн, 106 серий    |
| 2013    | Les Anges 5: Welcome To Florida                             | реалити-шоу, участница, 90 серий         |
| 2013    | Love Is What You Make Of It                                 | музыкальный клип Maude                   |
| 2013    | Ocean Drive Avenue                                          | музыкальный клип на сингл Les Anges 5    |
| 2013    | GirlZ                                                       | музыкальный клип Make The Girl Dance     |
| 2013-14 | Allô Nabilla                                                | реалити-шоу, главная роль, 34 серии      |
| 2014    | Les Anges 6: Les Retrouvailles                              |                                          |
| 2014    | It’s Only TV                                                | ток-шоу, репортёр                        |
| 2016    | Les Anges 8: Pacific Dream                                  | реалити-шоу, эпизодическая роль, 1 серия |
| 2017    | Оранжевый — хит сезона                                      | телесериал, гость                        |
| 2017    | Les Incroyables Aventures de Nabilla et Thomas en Australie | реалити-шоу, главная роль, 40 серий      |
| 2020    | Love Island France                                          | ведущая, 26 серий                        |